# 聶壹
聶壹（？—？），《史記》稱「聶翁壹」，雁門郡馬邑縣人，西漢武帝時人。著名的「馬邑之謀」的發動者。曹魏名將張遼的先祖。

## 馬邑之謀始末

### 時代背景
據《史記·韓長孺列傳》、《史記·匈奴列傳》及《漢書·竇田灌韓列傳》等記載，漢武帝時匈奴請求與漢朝和親結盟，當時漢廷大臣為此爭持不下，韓安國等人支持和親，王恢卻認為應該絕其所求，以兵擊之。結果韓安國一方得到較多朝臣支持，於是武帝決定與匈奴和親。

### 引君入甕
在西漢元光元年（即公元前134年），雁門馬邑一帶的豪商聶壹透過王恢向武帝表示，和親之後漢朝已經取信於匈奴，只要誘之以利，必定能將之擊潰。於是聶壹奉命以自身作餌，親到匈奴陣營，向當時的軍臣單于詐降，更稱自己能斬殺馬邑縣令，迫使馬邑舉城投降，然後可盡得該城財物。單于信其言，又貪其利，便立刻策劃起兵。聶壹回漢後，以一名罪犯的首級訛稱為馬邑長吏之頭，以示時機已至，引誘匈奴軍深入重地。

### 功虧一簣
計劃本來順利進行，詎料單于在行軍之際，發現城野之間只見牲畜，不見一人，於是起了疑心。他派兵攻下一個碉堡，俘虜了一名尉史。該尉史揭穿了早已有三十多萬漢軍埋伏在馬邑附近的真相，悉破陰謀的單于大驚退軍，漢軍設伏全無用武之地。王恢判斷形勢後，認為已經錯過了襲擊匈奴軍輜重的最佳時機，於是決定收兵回師，「馬邑之謀」亦以失敗告終。